# محمود عبد الغفار (ممثل، 1950)
محمود عبد الغفار (20 فبراير 1950 - 29 يناير 2021) ممثل مصري، بدأ مشواره الفني في الثمانينيات، أدى معظم أدواره بدور «الضابط» أو «وكيل النيابة» أو «الطبيب» أو «المحامي».

## أعماله
شارك محمود عبد الغفار في العديد من الأعمال الفنية، منها:

### أفلام
- جذور في الهواء
- المنسي
- المقامر
- اتفرج يا سلام.

### مسلسلات
- دموع في عيون وقحة
- حكايات هو وهي
- هارون الرشيد
- لا أحد ينام في الإسكندرية
- حارة 5 نجوم.

## وفاته
توفي الفنان محمود عبد الغفار فجر يوم الجمعة 29 يناير 2021م، الموافق 16 جمادى الآخرة 1442 هجريًّا، متأثراً بنوبة قلبية داهمته.

## روابط خارجية
- محمود عبد الغفَّار على موقع قاعدة بيانات الأفلام العربية